# Paul Maymont
Paul Maymont, né le 15 août 1926 à Paris où il est mort le 20 mars 2007, est un architecte et urbaniste utopique français.

## Biographie
Après quelques mois passés à l'École nationale supérieure des Beaux-Arts de Clermont-Ferrand, il choisit de devenir l'élève d'Auguste Perret dans son atelier de l'École nationale supérieure des Beaux-Arts de Paris. À sa disparition, il devient élève d'Eugène Beaudouin, puis de la Technische Universität de Berlin et de l'université de Kyoto (1959). Diplômé par le gouvernement, il est également ancien élève de l'Institut d'urbanisme de Paris, et du Cours supérieur de la construction et de la conservation des monuments anciens de la France.
Membre fondateur en 1965, avec Nicolas Schöffer, Michel Ragon, Yona Friedman, Manfredi Nicoletti, Georges Patrix, Walter Jonas et Ionel Schein, du Groupe international d'architecture prospective (GIAP), qui rassemblait architectes, plasticiens ou sociologues, il s'attacha à combler un vide pédagogique et informationnel dramatique à l'époque, au niveau des étudiants comme au niveau de tous les « spécialistes » en quête de nouvelles solutions architecturales et urbanistiques.
Il en découla toute une pensée avant-gardiste[réf. nécessaire] ; Paul Maymont va réfléchir à l'évolution de la ville, car selon lui le développement urbain n'est pas à la mesure de ce qu'il devrait être.
Il proposa plusieurs projets pour des villes comme Paris, Monaco, Tokyo, même pour la Lune.
En 1968, il fonde l'École d'Architecture du Grand Palais.
La démonstration la plus intéressante et représentative de ses idées est sa proposition pour Paris[réf. nécessaire].
En 1962, il envisage ainsi sous la Seine un aménagement stratifié sur 12 niveaux, rassemblant principalement des voies de circulation, des parkings, des magasins, des réservoirs d'eau et de carburant, des bureaux ou encore un abri atomique d'une capacité de 3 millions de personnes. Les quais deviendraient ainsi piétons, et seraient le cœur de la capitale. La profondeur de la Seine serait désormais limitée à 3 mètres de profondeur. Dans la mesure où le fleuve fait à Paris 12 km de long, pour une largeur comprise entre 150 et 200 mètres, l'architecte considère pouvoir édifier un bâti équivalent à un arrondissement complet.
Paul Maymont pense la ville par la réintroduction de la nature là où l'homme l'avait faite disparaître, en pensant la ville en suspension. Il crée un module vertical stratifié, permettant une très forte densité, de l'ordre de 10 000 hab/km2.
La circulation est, à l'intérieur de ces modules, conçue verticalement et horizontalement. Comme il considère que se déplacer c'est perdre son temps, il faut donc que les déplacements soient le plus efficaces possibles. Ses modules seraient reliés entre eux par des autoroutes suspendues.
Un de ses projets intéressants est Thalassa, une ville flottante, conçue en 1959 : Ville flottante : étude pour la baie de Tokyo, ville pyramidale sur plan cruciforme, puis adaptée pour la baie de Monaco en 1963, de forme circulaire.
Il a réalisé :
- l'agrandissement de l'Institut franco-japonais de Tokyo
- l'autodrome du mont Fuji (Japon) en 1965
- l'observatoire franco-canadien de l'île d'Hawaï dans les années 1970
- le parc du château de la Ballue (Ille-et-Vilaine)
- la coupole du nouvel observatoire du Pic du Midi